# Araneus alsine
Araneus alsine es una especie de araña del género Araneus, tribu Araneini, familia Araneidae. Fue descrita científicamente por Walckenaer en 1802.
Se distribuye por Francia, Suiza, Finlandia, Bélgica, Países Bajos, Reino Unido, Rusia, Alemania, Dinamarca y Estonia. La especie se mantiene activa durante todos los meses del año.